# Lorena Álvarez
Lorena Álvarez (Santantolín, Astúries, 1983) és una compositora i cantant espanyola de música folk.
Vinculada durant anys al món de la pintura, l'any 2010 va començar a escriure música que compartia entre amics i familiars. Animada pel seu èxit, l'any 2012 publica la seua primera col·lecció de cançons sota el títol La cinta, amb el segell discogràfic Sones i en format casset, a més de regalar amb l'àlbum un walkman de baix cost perquè qualsevol poguera escoltar-la. Posteriorment, en el mateix segell i el mateix any 2012, va publicar l'àlbum Anònim. La seua creixent popularitat –l'any 2012 va tocar al Primavera Sound– l'empeny a ser telonera de Julieta Venegas i acompanyant de Nacho Vegas en diversos concerts del cantant asturià.
El 2014, al Cercle de Belles Arts de Madrid, acompanyada pel cor de "La Dinamo", enregistra en directe l'EP en format 10" Dinamita, el qual serà publicat pel segell Producciones Doradas el mateix any. En 2018 col·labora en el disc de Soleá Morente Ole Lorelei. Entre 2014 i 2019 es dedica a escriure les cançons de l'àlbum Colección de canciones sencillas, publicat finalment el juny de 2019.
La seua influència principal és el grup Vainica Doble, encara que en la seua síntesi de indie pop i música tradicional ella mateixa reconeix l'ascendent de Violeta Parra, Leonard Cohen i Patti Smith.
A més de les composicions, és autora dels dissenys dels seus discos així com de les il·lustracions que hi apareixen. En les entrevistes que ha realitzat l'autora ha declarat una important preocupació per aquest aspecte de la publicació de la seua obra.

## Discografia
- La cinta. (Lorena Álvarez). Cinta de casset. Sons 2012[5]
- Anónimo. (Lorena Álvarez y su banda municipal) CD i LP. Sons, 2012[6]
- Dinamita. (Lorena Álvarez y el coro de la Dinamo). CD i LP. Producciones Doradas, 2014[4]
- Colección de canciones sencillas (Lorena Álvarez). CD i LP. Elsegell, 2019
- Lorena Álvarez y los Rondadores de la Val d'Echo. (Lorena Álvarez y los Rondadores de la Val d'Echo). LP 10". El Volcán Música, 2021